# Vacation Friends
Vacation Friends (bra: Amizade de Férias; prt: Amigos Passageiros) é um filme de comédia de amigos americana de 2021 dirigida por Clay Tarver, que co-escreveu o roteiro com Tom Mullen, Tim Mullen, Jonathan Goldstein e John Francis Daley. É estrelado por Lil Rel Howery, John Cena, Yvonne Orji, Meredith Hagner, Robert Wisdom, Lynn Whitfield e Andrew Bachelor.
Vacation Friends foi lançado no Hulu em 27 de agosto de 2021.
Em setembro de 2021, a 20th Century Studios anunciou que uma sequência intitulada Honeymoon Friends está em desenvolvimento, com o elenco principal e o diretor Clay Tarver definidos para retornarem.

## Elenco
- John Cena como Ron, marido de Kyla
- Lil Rel Howery como Marcus Parker, marido de emily
- Yvonne Orji como Emily Conway-Parker, esposa de Marcus, filha de Harold e Suzanne
- Meredith Hagner como Kyla, esposa de Ron
- Andrew Bachelor[7] como Gabe
- Lynn Whitfield como Suzanne Conway, mãe de Emily e esposa de Harold
- Robert Wisdom como Harold Conway, pai de Emily e marido de Suzanne
- Tawny Newsome como Brooke
- Kamal Bolden como Bennet
- Barry Rothbart como Darren
- Anna Maria Horsford[8] como Nancy

## Produção
Em março de 2014, foi anunciado que Chris Pratt e Anna Faris estrelariam o filme, com Steve Pink definido para dirigir a partir de um roteiro de Tom e Tim Mullen, e distribuição da 20th Century Fox. Em novembro de 2015, foi relatado que Ice Cube havia assinado para substituir Pratt, com Faris não mais ligada. Em dezembro de 2019, foi anunciado que John Cena, Lil Rel Howery e Meredith Hagner estrelariam o filme, com Clay Tarver substituindo Pink, a 20th Century Studios anexada à produção e Hulu definida para distribuição. Em janeiro de 2020, Yvonne Orji se juntou ao elenco do filme. Em março de 2020, Tawny Newsome e Barry Rothbart foram adicionados também, e em setembro de 2020, Lynn Whitfield, Robert Wisdom e Kamal Bolden também assinaram contrato para co-estrelar.
A fotografia principal começou na Geórgia em março de 2020. No entanto, a produção foi interrompida devido à pandemia de COVID-19. A produção foi retomada em setembro de 2020 e concluída em outubro de 2020.

## Lançamento
O filme foi lançado no Hulu em 27 de agosto de 2021 nos Estados Unidos, e no hub de conteúdo Star do Disney+ em mercados internacionais como Canadá e Reino Unido. Foi lançado como um título de lançamento no Star+ em 31 de agosto na América Latina. O Disney+ Hotstar lançou o filme na Índia em 27 de agosto e em territórios selecionados em 3 de setembro de 2021.

## Recepção
No site agregador de críticas Rotten Tomatoes, o filme tem uma taxa de aprovação de 60% com base em 63 resenhas, com uma classificação média de 5,70/10. O consenso dos críticos diz: "As risadas nem sempre são constantes, mas o elenco incrível faz de Vacation Friends uma comédia que você pode transmitir sem reservas sérias." De acordo com o Metacritic, que analisou oito críticos e calculou uma pontuação média ponderada de 44 em 100, o filme recebeu "críticas mistas ou medianas".